# Eustaquio de Escandón
José Eustaquio Luis Francisco Escandón y Barrón (27. januar 1862 - 1933) var en mexicansk polospiller som deltog i OL 1900 i Paris.
Escandón vandt en bronzemedalje i polo under OL 1900 i Paris. Han var med på det mexicanske hold som kom på en tredjeplads i poloturneringen.
Hans brødre Manuel de Escandón og Pablo de Escandón var også med på holdet.